# Legrandia concinna
Legrandia concinna là một loài thực vật có hoa trong Họ Đào kim nương. Loài này được (Phil.) Kausel mô tả khoa học đầu tiên năm 1944.